# Притяжательные аффиксы
Притяжательные аффиксы (также лично-притяжательные аффиксы, посессивные аффиксы, формы принадлежности) — суффиксы или приставки, добавляемые, как правило, к имени (в некоторых языках, как например венгерский, — также к инфинитиву глагола, в финском — также к послелогам) для указание на принадлежность говорящему, собеседнику или третьему лицу. Как правило, система притяжательных аффиксов соответствует лексической подсистеме притяжательных местоимений. 
Притяжательные аффиксы обнаруживаются во многих австронезийских, уральских, алтайских, семитских и некоторых индоевропейских языках (в частности, в персидском). Наиболее разветвлённые грамматикализованные системы форм принадлежности используются в уральских языках: например, в ненецком различается 27 форм принадлежности для 1, 2 и 3 лиц обладателя, числа обладателей и количества обладаемых имён (единственное, двойственное и множественное числа).

## Аффиксы принадлежности в языках мира

### Финский язык
В финском языке с помощью притяжательных суффиксов, традиционно называемых «аффиксами обладания» (фин. omistusliitteet), грамматически разграничивается лицо и число обладателя. Ниже дана парадигма форм обладания для слова talo («дом»):
| Лицо | Число         | Форма   | Перевод            |
| ---- | ------------- | ------- | ------------------ |
| 1    | Единственное  | taloni  | мой дом/мои дома   |
| 1    | Множественное | talomme | наш дом/наши дома  |
| 2    | Единственное  | talosi  | твой дом/твои дома |
| 2    | Множественное | talonne | ваш дом/ваши дома  |
| 3    | 3             | talonsa | его/её/их дома     |

Добавление притяжательного суффикса не ограничивает использование падежных окончаний, хотя иногда приводит к устранению падежного и числового противопоставления: например, форма käteni (основа слова käsi «рука» + притяжательный суффикс первого лица единственного числа) может означать «моя рука» (номинатив или аккузатив единственного числа), «моей руки» (генитив единственного числа) или «мои руки» (номинатив или аккузатив множественного числа). Притяжательный суффикс третьего лица используется только в тех случаях, когда обладатель выступает в качестве подлежащего: например, Mari maalasi talonsa «Мари покрасила ее/свой дом», ср. с генитивной конструкцией Toni maalasi Marin talon «Тони покрасил дом Мари» (-n в talon — окончание аккузатива, омонимичное генитиву). Как правило, указание на обладателя с помощью суффикса обладания повторяется в форме генитива: так, значение «мой дом» может быть выражено как taloni или как minun taloni, где minun — генитив от minä «я». Это явление называется «посессивной конгруэнтностью» (фин. Possessiivikongruenssi) и подчиняется достаточно сложным правилам.
В разговорном финском аффиксы обладания часто усекаются или вообще опускаются. Их правильное использование является знаком того, что говорящий является носителем подлинной литературной нормы.

### Чувашский язык
В чувашском языке, как и во многих других тюркских языках, есть категория принадлежности, одновременно выражающая и предмет обладания, и лицо обладателя. Предмет обладания и лицо обладания выражаются в одном слове с помощью аффиксов принадлежности.
| Лицо | Ед.ч                                           | Значение   | Мн.ч                                                           | Значение |
| ---- | ---------------------------------------------- | ---------- | -------------------------------------------------------------- | -------- |
| 1*   | -ăм (-ĕм) — после согласных -м — после гласных | «мой»      | -ăм-ăр (-ĕм-ĕр) —после согласных -м-ăр (-м-ĕр) — после гласных | «наш»    |
| 2    | -у (-ÿ)                                        | «твой»     | -ăр (-ĕр)                                                      | «ваш»    |
| 3    | -ĕ — после согласных -и — после гласных        | «его (её)» | -ĕ — после согласных -и — после гласных                        | «их»     |

* в современной речи форма первого лица используется значительно реже
Примеры на словах ывăл («сын»), чĕкеç («ласточка»), машина:
- Ывăлăм — ывăлу — ывăлĕ — ывăлăмăр — ывăлăр — ывăлĕ («мой сын — твой сын — его/её сын — наш сын — ваш сын — их сын»);
- Чĕкеçĕм — чĕкеçÿ — чĕкеçĕ — чĕкеçĕмĕр — чĕкеçĕр — чĕкеçĕ;
- Машина — машину — машини —машинăмăр — машинăр — машини[6].

Употребление притяжательных аффиксов в чувашском языке крайне непоследовательно. Профессор Н. И. Ашмарин отмечает, что притяжательные аффиксы 1-го и 2-го лица множественного числа практически не встречаются в верховом говоре чувашского языка; аффикс 1-го лица единственного числа также малоупотребителен у верховых чуваш. В низовом наречии их употребление более полно и правильно, хотя и там вышеуказанные аффиксы часто опускаются.